# Liste der Regionen Chiles

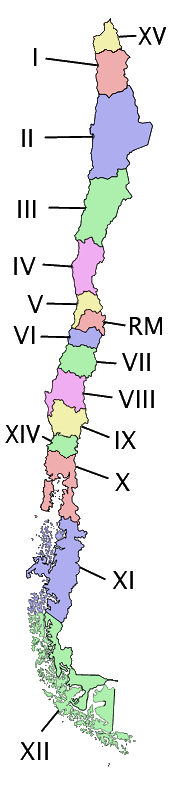
16 Regionen Chiles

Diese Liste der Regionen Chiles zeigt die 16 Regionen des südamerikanischen Landes an (welche die oberste Stufe der Verwaltungsgliederung in Chile bilden) mit ihrer Fläche, der Anzahl der Provinzen (siehe auch Liste der Provinzen Chiles) und Gemeinden (siehe auch Liste der Gemeinden in Chile) sowie der Einwohnerentwicklung an.
| Lage                         | Nr.                          | ISO 3166-2                   | Region                                      | Hauptstadt                   | Fläche in km²                | Provinzen                                                                                              | Gemeinden                    | Einw. (2002)                 | Einw. (2012)                 | Einw. (2017) | Einw./km² |
| ---------------------------- | ---------------------------- | ---------------------------- | ------------------------------------------- | ---------------------------- | ---------------------------- | --- | ---------------------------- | ---------------------------- | ---------------------------- | ------------ | --------- |
|                              | I                            | CL-TA                        | Tarapacá ,                                  | Iquique ⊙                    | 42.225,8                     | 2 Iquique Tamarugal                                                                                    | 7                            | 238.950                      | 295.095                      | 330.558      | 7,82      |
|                              | II                           | CL-AN                        | Antofagasta ,                               | Antofagasta ⊙                | 126.049,1                    | 3 Antofagasta El Loa Tocopilla                                                                         | 9                            | 493.984                      | 530.879                      | 607.534      | 4,82      |
|                              | III                          | CL-AT                        | Atacama ,                                   | Copiapó ⊙                    | 75.176,2                     | 3 Chañaral Copiapó Huasco                                                                              | 9                            | 254.336                      | 284.992                      | 286.168      | 3,78      |
|                              | IV                           | CL-CO                        | Coquimbo ,                                  | La Serena ⊙                  | 40.579,9                     | 3 Choapa Elqui Limarí                                                                                  | 15                           | 603.210                      | 687.806                      | 757.586      | 18,67     |
|                              | V                            | CL-VS                        | Valparaíso ,                                | Valparaíso ⊙                 | 16.396,1                     | 8 Isla de Pascua Los Andes Marga Marga Petorca Quillota San Antonio San Felipe de Aconcagua Valparaíso | 38                           | 1.539.852                    | 1.697.581                    | 1.815.902    | 111,27    |
|                              | VI                           | CL-LI                        | Libertador General Bernardo O’Higgins ,     | Rancagua ⊙                   | 16.387,0                     | 3 Cachapoal Cardenal Caro Colchagua                                                                    | 33                           | 780.627                      | 851.406                      | 914.555      | 55,93     |
|                              | VII                          | CL-ML                        | Maule ,                                     | Talca ⊙                      | 30.296,1                     | 4 Cauquenes Curicó Linares Talca                                                                       | 30                           | 908.097                      | 955.048                      | 1.044.950    | 34,47     |
|                              | VIII                         | CL-BI                        | Biobío ,                                    | Concepción ⊙                 | 23.890,2                     | 3 Arauco Bío-Bío Concepción                                                                            | 33                           | 1.423.459                    | 1.490.369                    | 1.556.805    | 65,01     |
|                              | IX                           | CL-AR                        | Araucanía ,                                 | Temuco ⊙                     | 31.842,3                     | 2 Cautín Malleco                                                                                       | 32                           | 869.535                      | 889.492                      | 957.224      | 30,08     |
|                              | X                            | CL-LL                        | Los Lagos ,                                 | Puerto Montt ⊙               | 48.583,6                     | 4 Chiloé Llanquihue Osorno Palena                                                                      | 30                           | 716.739                      | 767.714                      | 828.708      | 17,11     |
|                              | XI                           | CL-AI                        | Aysén del General Carlos Ibáñez del Campo , | Coyhaique ⊙                  | 108.494,4                    | 4 Aisén Capitán Prat Coyhaique General Carrera                                                         | 10                           | 91.492                       | 94.271                       | 103.158      | 0,96      |
|                              | XII                          | CL-MA                        | Magallanes y Antártica Chilena ,            | Punta Arenas ⊙               | 132.291,1                    | 4 Antártica Chilena Magallanes Tierra del Fuego Última Esperanza                                       | 11                           | 150.826                      | 155.332                      | 166.533      | 1,27      |
|                              | XIV                          | CL-LR                        | Los Ríos ,                                  | Valdivia ⊙                   | 18.429,5                     | 2 Ranco Valdivia                                                                                       | 12                           | 356.396                      | 364.183                      | 384.837      | 21,07     |
|                              | XV                           | CL-AP                        | Arica y Parinacota ,                        | Arica ⊙                      | 16.873,3                     | 2 Arica Parinacota                                                                                     | 4                            | 189.644                      | 212.813                      | 226.068      | 13,40     |
|                              | XVI                          | CL-NB                        | Ñuble ,                                     | Chillán ⊙                    | 13.178,5                     | 3 Diguillín Itata Punilla                                                                              | 21                           | -                            | -                            | 480.609      | 36,67     |
|                              | RM                           | CL-RM                        | Metropolitana de Santiago ,                 | Santiago de Chile ⊙          | 15.403,2                     | 6 Chacabuco Cordillera Maipo Melipilla Santiago Talagante                                              | 52                           | 6.061.185                    | 6.604.835                    | 7.112.808    | 461,99    |
| Summen:                      | Summen:                      | Summen:                      | Summen:                                     | Summen:                      | 756.102                      | 56 | 346                          | 14.678.332                   | 15.881.816                   | 17.574.003   | 23,2      |
| Schätzung 2022: lt. Prognose | Schätzung 2022: lt. Prognose | Schätzung 2022: lt. Prognose | Schätzung 2022: lt. Prognose                | Schätzung 2022: lt. Prognose | Schätzung 2022: lt. Prognose | Schätzung 2022: lt. Prognose                                                                           | Schätzung 2022: lt. Prognose | Schätzung 2022: lt. Prognose | Schätzung 2022: lt. Prognose | 19,5 Mio.    | 25,9      |